# It's Not Over...The Hits So Far
It's Not Over...The Hits So Far es el primer álbum de grandes éxitos de la banda Daughtry. Fue lanzado el 12 de febrero de 2016. Cuenta con la mayor parte de la corriente principal de sencillos lanzados desde los primeros cuatro álbumes de estudio de la banda, cuentan con dos nuevas canciones como "Go Down" y "Torches" fue lanzado el 29 de enero de 2016 como su primer sencillo.

## Lista de canciones
| It's Not Over...The Hits So Far – Standard edition |                                             |                                                              |          |  |
| N.º                                                | Título                                      | Escritor(es)                                                 | Duración |  |
| 1.                                                 | «It's Not Over» (De Daughtry)               | Chris Daughtry, Greg Wattenberg, Mark Wilkerson, Brett Young | 3:35     |  |
| 2.                                                 | «Home» (De Daughtry)                        | Daughtry                                                     | 4:15     |  |
| 3.                                                 | «Over You» (De Daughtry)                    | Daughtry, Brian Howes                                        | 3:26     |  |
| 4.                                                 | «What About Now» (De Daughtry)              | Ben Moody, David Hodges, Joshua Hartzler                     | 4:11     |  |
| 5.                                                 | «Feels Like Tonight» (De Daughtry)          | Max Martin, Luke Gottwald, Shep Solomon                      | 4:00     |  |
| 6.                                                 | «No Surprise» (De Leave This Town)          | Daughtry, Chad Kroeger, Eric Dill, Rune Westburg, Joey Moi   | 4:30     |  |
| 7.                                                 | «September» (De Leave This Town)            | Daughtry, Josh Steely                                        | 4:03     |  |
| 8.                                                 | «Life After You» (De Leave This Town)       | Daughtry, Kroeger, Moi, Brett James                          | 3:27     |  |
| 9.                                                 | «Crawling Back to You» (De Break the Spell) | Daughtry, Marti Frederiksen                                  | 3:45     |  |
| 10.                                                | «Waiting for Superman» (De Baptized)        | Daughtry, Martin Johnson, Sam Hollander                      | 4:27     |  |
| 11.                                                | «Long Live Rock & Roll» (De Baptized)       | Daughtry, Johnson, Hollander                                 | 3:36     |  |
| 12.                                                | «Torches»                                   | Daughtry, Dave Bassett                                       | 3:32     |  |
| 13.                                                | «Go Down»                                   | Daughtry, Bassett                                            | 3:25     |  |

Wal-Mart deluxe edition 'Acoustic Live' – 2015 (Disco 2)
| Acoustic Live – 2015 – Wal-Mart deluxe edition (Disc two) |                                             |                                                |          |  |
| N.º                                                       | Título                                      | Escritor(es)                                   | Duración |  |
| 1.                                                        | «Baptized» (De Baptized)                    | Daughtry, Johnson, John Lardieri, Claude Kelly | 4:04     |  |
| 2.                                                        | «Crawling Back to You» (De Break the Spell) | Daughtry, Frederiksen                          | 3:41     |  |
| 3.                                                        | «Crazy» (De Break The Spell)                | Daughtry, Elvio Fernandes, Greg Wiktorski      | 3:27     |  |
| 4.                                                        | «Tennessee Line» (De Leave This Town)       | Daughtry, Brian Craddock                       | 4:25     |  |
| 5.                                                        | «It's Not Over» (De Daughtry)               | Daughtry, Wattenberg, Wilkerson, Young         | 3:42     |  |
| 6.                                                        | «Life After You» (De Leave This Town)       | Daughtry, Kroeger, Moi, James                  | 3:58     |  |
| 7.                                                        | «Who's They» (De Break the Spell)           | Daughtry                                       | 5:01     |  |
| 8.                                                        | «Gone Too Soon» (De Break the Spell)        | Daughtry, busbee                               | 4:02     |  |
| 9.                                                        | «September» (De Leave This Town)            | Daughtry, Steely                               | 4:05     |  |
| 10.                                                       | «Home» (De Daughtry)                        | Daughtry                                       | 4:25     |  |
| 11.                                                       | «Waiting for Superman» (De Baptized)        | Daughtry, Johnson, Hollander                   | 5:00     |  |
| 12.                                                       | «18 Years» (De Baptized)                    | Daughtry, Johnson, Hollander                   | 4:58     |  |

## Posiciones
| Lista (2016)                       | Posición |
| ---------------------------------- | -------- |
| Canadá (Billboard Canadian Albums) | 95       |
| Reino Unido (UK Albums Chart)      | 88       |
| Estados Unidos (Billboard 200)     | 43       |
| Estados Unidos (Top Rock Albums)   | 6        |